# Humban
 (décembre 2022).
Si vous disposez d'ouvrages ou d'articles de référence ou si vous connaissez des sites web de qualité traitant du thème abordé ici, merci de compléter l'article en donnant les références utiles à sa vérifiabilité et en les liant à la section « Notes et références ».
Humban est une ancienne divinité élamite. Son nom signifie "celui qui commande". C'est sans doute la divinité principale du royaume élamite à l'époque de la dynastie d'Awan, et il occupe encore une place importante durant celle de Simashki (fin du IIIe millénaire-début du IIe millénaire). Il est finalement supplanté par Napirisha, le grand dieu du pays d'Anshan. Sa parèdre est la déesse Pinikir.